# Поток Ремета
Поток Ремета је водени ток на Фрушкој гори, десна је притока Врањашког потока, дужине 6,8km, површине слива 36,2km², у сливу Саве.
Настаје од сталног извора (400 м.н.в.) и неколико периодичних токова који дренирају јужне падине Фрушке горе. Текући према југу протиче кроз насеље Манђелос, након чега се улива у Врањашки поток (103 м.н.в.). Амплитуде протицаја крећу се од 1,5 л/с до 7 m³/с. На главној притоци Илијаш која протиче кроз насеље Лежимир, планира се изградња хидроакумулације „Манђелос”. На западном ободу слива Ремете наллази се пут који повезује Лежимир са насељима Свилош и Корушка на северним падинама Фрушке гпре.